# Davis Cup 1958
In 1958 werd het toernooi om de Davis Cup  voor de 47e keer gehouden. De Davis Cup is het meest prestigieuze tennistoernooi voor landen dat sinds 1900 elk jaar wordt georganiseerd.
De Verenigde Staten won voor de 18e keer de Davis Cup door in de finale Australië met 3-2 te verslaan.
De deelnemers strijden in drie verschillende regionale zones tegen elkaar. De winnaar van elke zone speelt het interzonaal toernooi. De winnaar daarvan speelt tegen de regerend kampioen om de Davis Cup.

## Finale
Australië -  Verenigde Staten 2-3 (Brisbane, Australië, 29-31 december)

## Interzonaal Toernooi
|  | halve finale 6-8 december | halve finale 6-8 december |  |        | finale 19-21 december | finale 19-21 december |
|  |                           |                           |  |        |                       |                       |
|  |                           |                           |  |        |                       |                       |
|  | Verenigde Staten          |                           |  |        |                       |                       |
|  | bye                       |                           |  |        |                       |                       |
|  |                           |                           |  |        | Verenigde Staten      | 5                     |
|  |                           |                           |  | Italië | 0                     |                       |
|  | Italië                    | 5                         |  |        |                       |                       |
|  | Filipijnen                | 0                         |  |        |                       |                       |

Het Interzonaal Toernooi werd gespeeld in Australië

## België
België speelt in de Europese zone.
| datum      | tegenstander   | uitslag | locatie | groep   | ronde    | winst/verlies |
| ---------- | -------------- | ------- | ------- | ------- | -------- | ------------- |
| 18-05-1958 | West-Duitsland | 2-3     | uit     | EUR udt | 2e ronde | v             |

België was al na één ronde uitgeschakeld.

## Nederland
Nederland speelt in de Europese zone.
| datum      | tegenstander   | uitslag | locatie | groep   | ronde    | winst/verlies |
| ---------- | -------------- | ------- | ------- | ------- | -------- | ------------- |
| 27-04-1958 | West-Duitsland | 0-4     | uit     | EUR udt | 1e ronde | v             |

Nederland werd al in de eerste ronde uitgeschakeld.
| niveau 1 | niveau 2 | niveau 3 | niveau 4 | niveau 5 |

Algemeen · Opzet · Finales · Winnaars 
 België ·  Nederland ·  Aruba ·  Nederlandse Antillen 

1900 · 1901 · 1902 · 1903 · 1904 · 1905 · 1906 · 1907 · 1908 · 1909 · 1910 · 1911 · 1912 · 1913 · 1914 · 1915 · 1916 · 1917 · 1918 · 1919 · 1920 · 1921 · 1922 · 1923 · 1924 · 1925 · 1926 · 1927 · 1928 · 1929 · 1930 · 1931 · 1932 · 1933 · 1934 · 1935 · 1936 · 1937 · 1938 · 1939 · 1940 · 1941 · 1942 · 1943 · 1944 · 1945 · 1946 · 1947 · 1948 · 1949 · 1950 · 1951 · 1952 · 1953 · 1954 · 1955 · 1956 · 1957 · 1958 · 1959 · 1960 · 1961 · 1962 · 1963 · 1964 · 1965 · 1966 · 1967 · 1968 · 1969 · 1970 · 1971 · 1972 · 1973 · 1974 · 1975 · 1976 · 1977 · 1978 · 1979 · 1980 · 1981 · 1982 · 1983 · 1984 · 1985 · 1986 · 1987 · 1988 · 1989 · 1990 · 1991 · 1992 · 1993 · 1994 · 1995 · 1996 · 1997 · 1998 · 1999 · 2000 · 2001 · 2002 · 2003 · 2004 · 2005 · 2006 · 2007 · 2008 · 2009 · 2010 · 2011 · 2012 · 2013 · 2014 · 2015 · 2016 · 2017 · 2018 · 2019 · 2020-2021 · 2022 · 2023 · 2024 · 2025